# DaQuan Jones
DaQuan Steven Jones (Johnson City, Nueva York, 27 de diciembre de 1991) más conocido como DaQuan Jones, es un jugador profesional estadounidense de fútbol americano que se desempeña en la posición de defensive tackle en Buffalo Bills, equipo de la National Football League (NFL).

## Carrera
Fue seleccionado en la cuarta ronda en la Reunión Anual de Selección de Jugadores de la NFL de 2014. Hizo su debut profesional con el equipo Tennessee Titans, en el cual jugó siete temporadas (2014-2021), después pasó a Carolina Panthers (2021-2022), luego a Buffalo Bills, donde lleva jugando dos temporadas.